# Sint-Pietershof
Het Sint-Pietershof is een voormalig oudemannen- en vrouwenhuis in het centrum van de Noord-Hollandse stad Hoorn. Het complex omvat een hoofdgebouw en een hofje. Zowel het hoofdgebouw als het hofje is nog altijd in gebruik als wooncomplex voor ouderen, maar nu voor ouderen die zelfstandig kunnen wonen.

## Geschiedenis
In 1457 werd op de locatie van het Sint-Pietershof het klooster Sint-Pietersdal gebouwd. Dit klooster werd in 1577 omgebouwd tot oudemannenhuis en het veld dat naast het klooster lag werd ingenomen door de stad. Het veld werd het Munnickenveld genoemd, heden ten dage is dat de straatnaam, er kwamen woningen te staan en er werd een gracht aangelegd. In 1614 kreeg het Sint-Pietershof de functie van tehuis voor ouden van dagen maar ook dat van tucht- of werkhuis voor bedelaars en krankzinnigen. In 1617 en 1618 werd het eerste deel daadwerkelijk gebouwd. Na de bouw lag de hoofdingang niet aan het Dal, maar aan het Munnickenveld, de hoofdingang werd gevormd door wat nu het Sint Pieterspoortje heet. Deze nieuwbouw werd op de fundamenten van het oude klooster gebouwd. De fundamenten zijn ten dele nog als zodanig te herkennen. De kloosterkerk, de Kruisheren- of Dalskloosterkerk, bleef behouden. De kerk werd verbonden met de verlengde westelijke en oostelijke vleugels van het oudemannen- en vrouwenhuis.
In 1692 werd de 230 jaar oude kerk van het voormalige klooster gesloopt, in de plaats daarvan kwam de hoofdvleugel aan het Dal.

## Exterieur
De barokke voorgevel met daarop, in het fronton het wapen van Hoorn, is uit 1692. Op de gevel is boven in de eenhoorn van de stad geplaatst. Schuin onder de eenhoorn zijn de wapens van een aantal burgemeesters en van de regenten van het oudemannen- en vrouwenhuis geplaatst. Tussen de ramen in de voorgevel zijn ook twee linten aangebracht met daarop het woord ANNO en in Romeinse cijfers het jaartal 1692.
Het Sint-Pietershof bestaat uit vier vleugels om een binnenplaats. De grootste binnenplaats is het voormalige bleekveld. Aan de achterzijde bevindt zich aan de Spoorstraat het Rozenhofje, ontworpen door Johannes van Reijendam, dat uit 1901 stamt en ook tot het complex van het Sint-Pietershof behoort.
Aan de oostzijde van het hoofdgebouw bevindt zich een poortje dat het hof van de straat afsluit. Dit poortje met Sint Pieter bovenaan stamt uit 1617.
Het hoofdgebouw is in een noordelijk en zuidelijk deel te splitsen. Het zuidelijke deel is eveneens uit 1617. De gangen van de grote binnenplaats stammen uit 1692, net als de voorgevel.

## Interieur
Voor de woningen bevinden zich galerijen. De tongewelven die de galerijen vormen, zijn beschilderd en rusten op voluutconsoles. Aan de galerijen bevinden zich de woningen. De woningen in de 17e-eeuwse vleugels hebben nog de originele eenkamerindeling, de kamers bevatten ook een entresol. De entresols zijn toegankelijk door middel van een losse ladder die in de gang buiten de woning hangt. In de gangen hangen eveneens waterpompen en staan de turfhokken. In de gang bevindt zich een tegelnis uit de 17e eeuw, die in 1958 vanuit huisje nummer 6 naar de gang is overgebracht.
Een aantal onderdelen uit het interieur zijn verplaatst naar het Westfries Museum, dit geldt voor een aantal meubels en lambrisering.

### Regentenkamer
De regentenkamer bevindt zich in de noordoostelijke vleugel van het grote hof. De ruimte is van origine uit 1755 en is ontworpen door Daniël van Reijnes, hij kreeg 175 gulden voor zijn werk. Het plafond is beschilderd en de wanden zijn voorzien van goudleerbehang. In de kamer bevinden zich een aantal onderdelen uit de periode 1767 tot 1779, waaronder een wandbuffet, een schoorsteen met spiegel en losse wandspiegels met kandelabers.

## Foto's

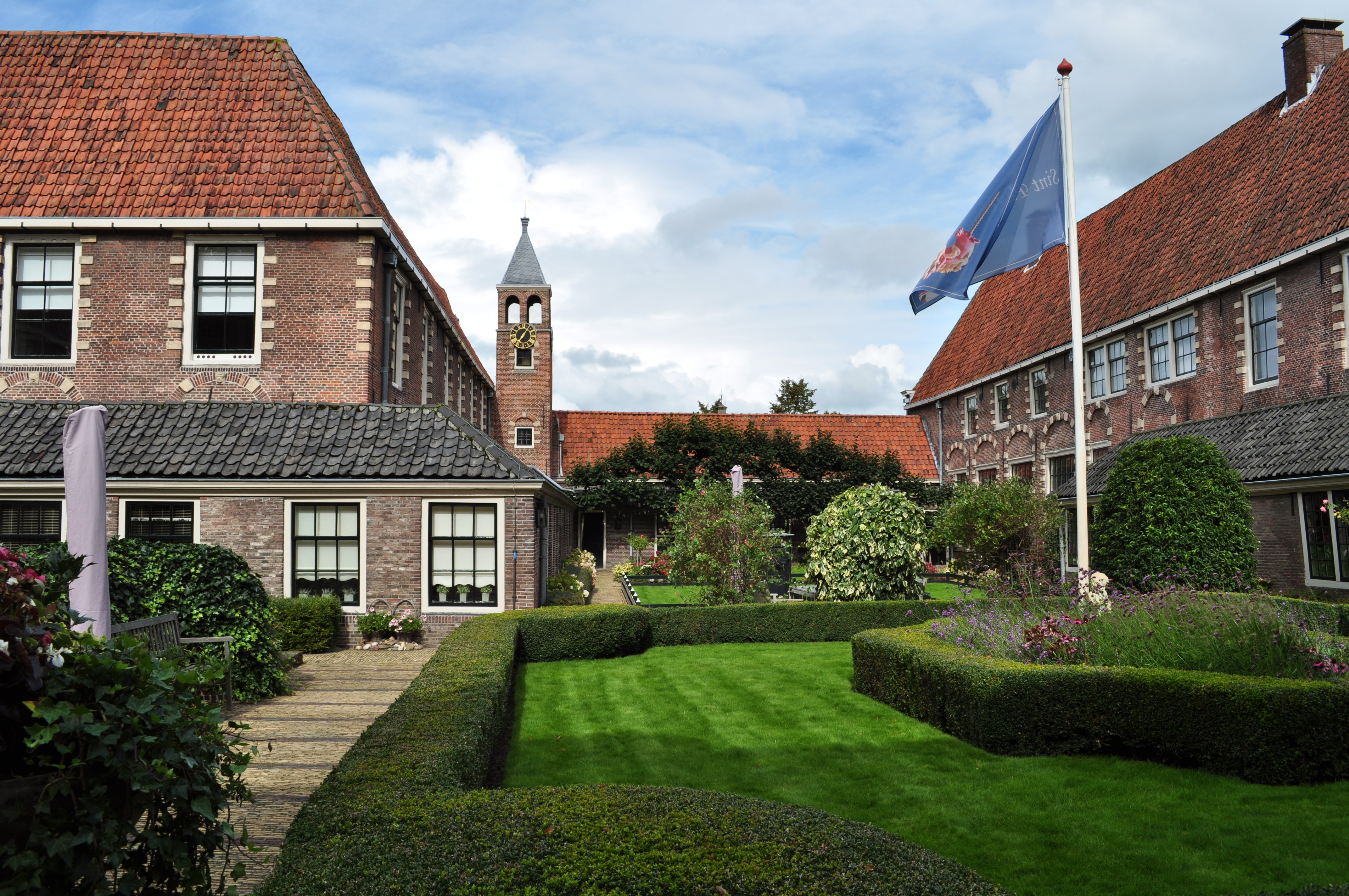
Het grote hof met voormalig bleekveld
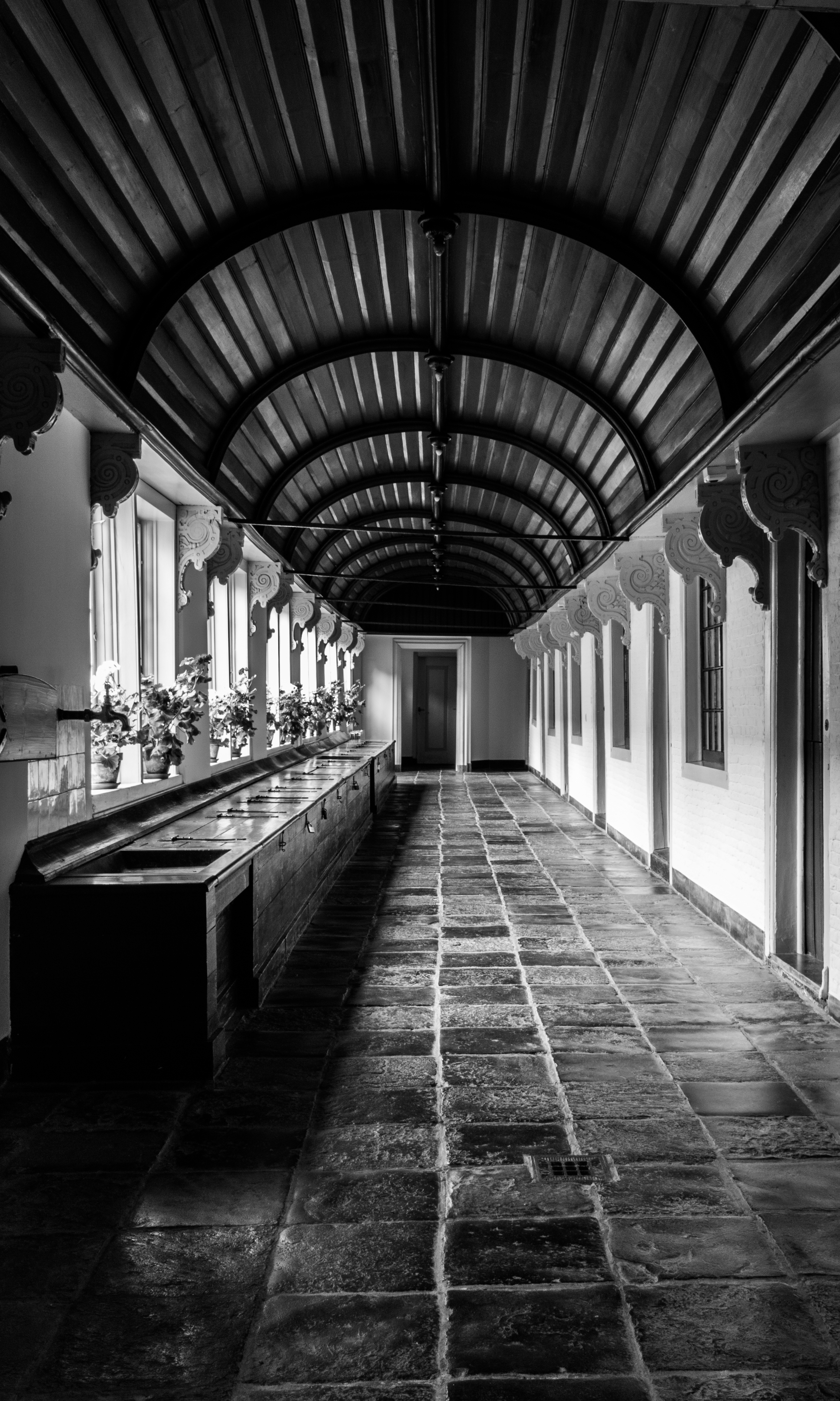
De gang voor de kamers
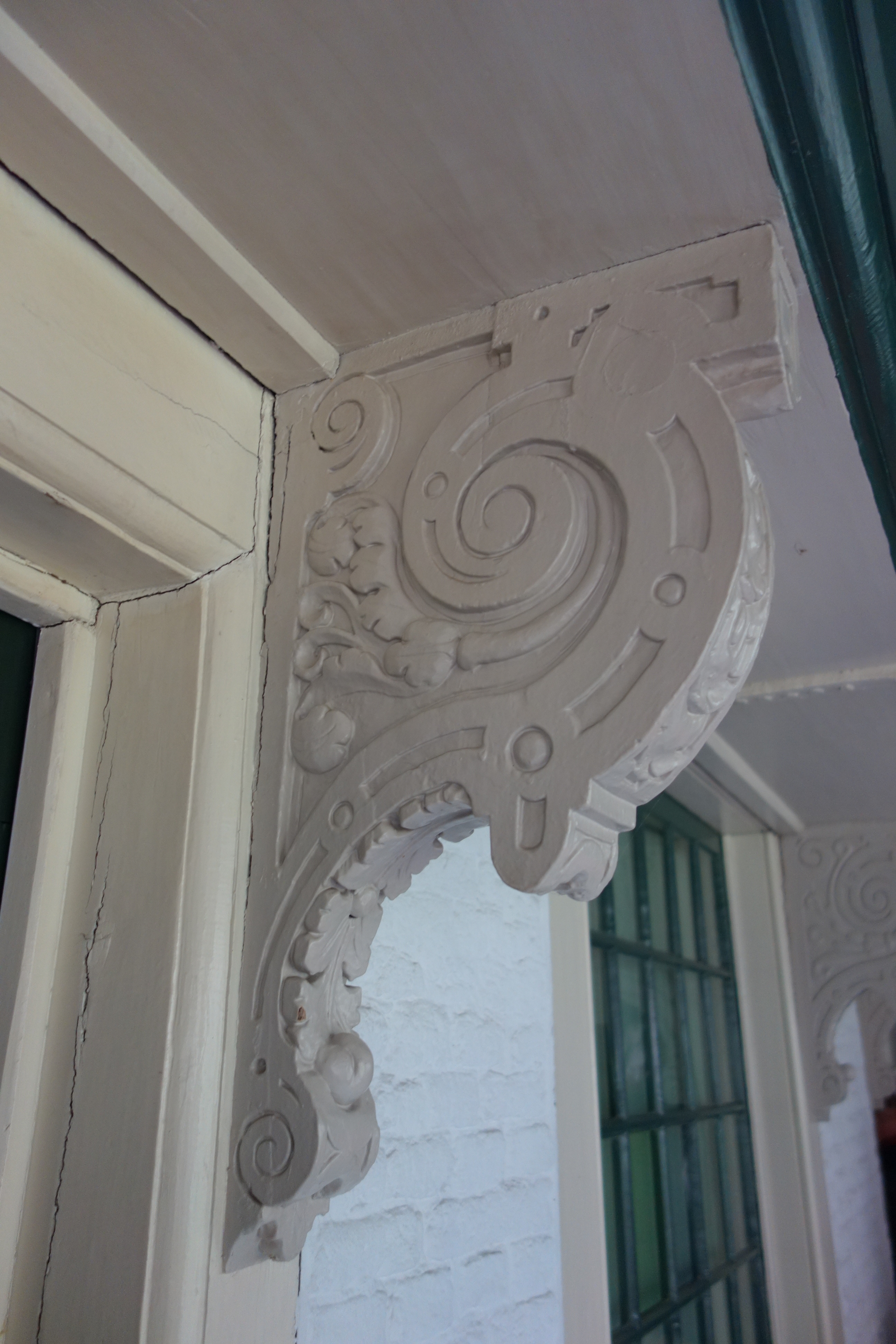
Een van de gesneden consoles in de gang
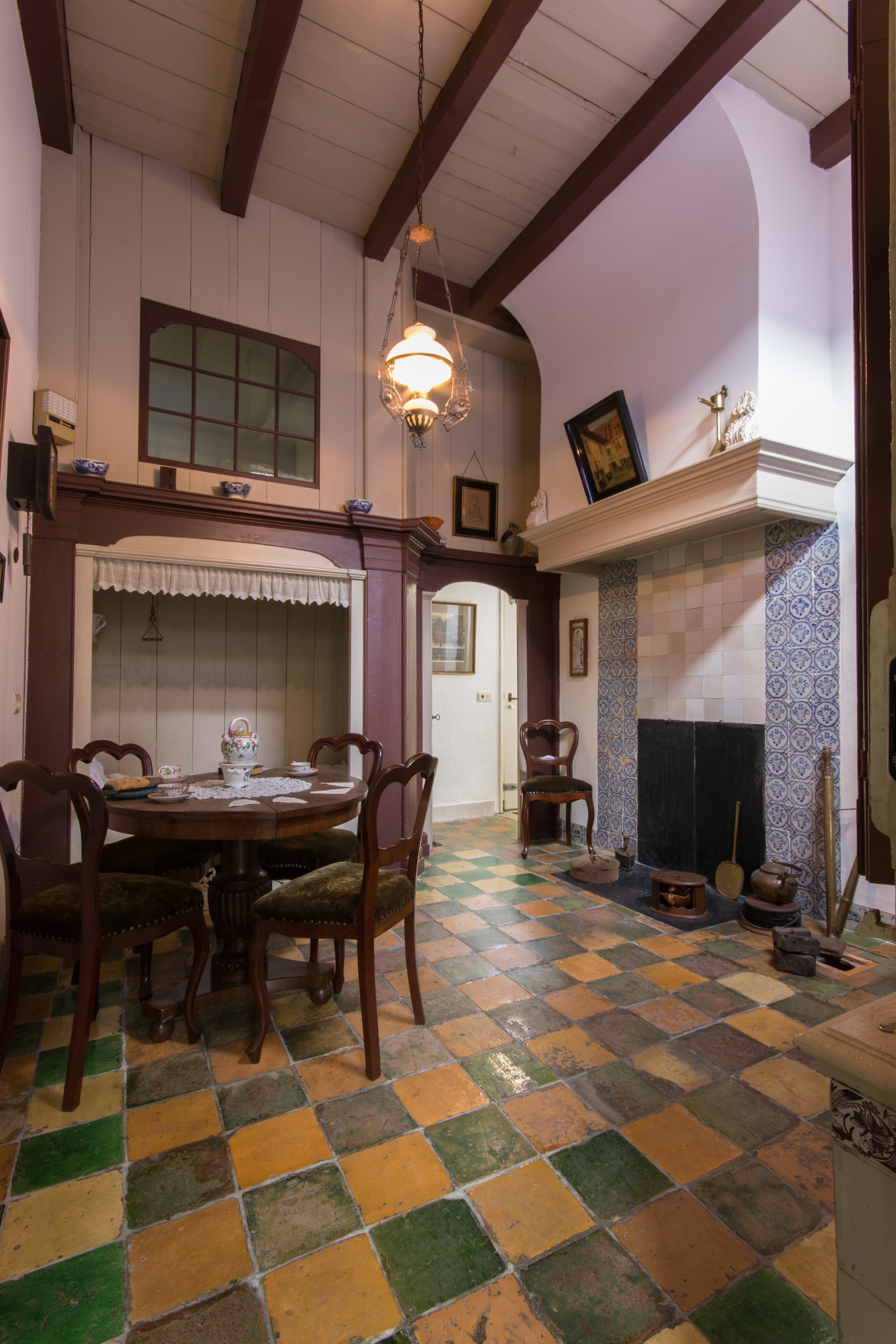
De sfeerkamer, de enige kamer van origineel formaat met originele bedstede
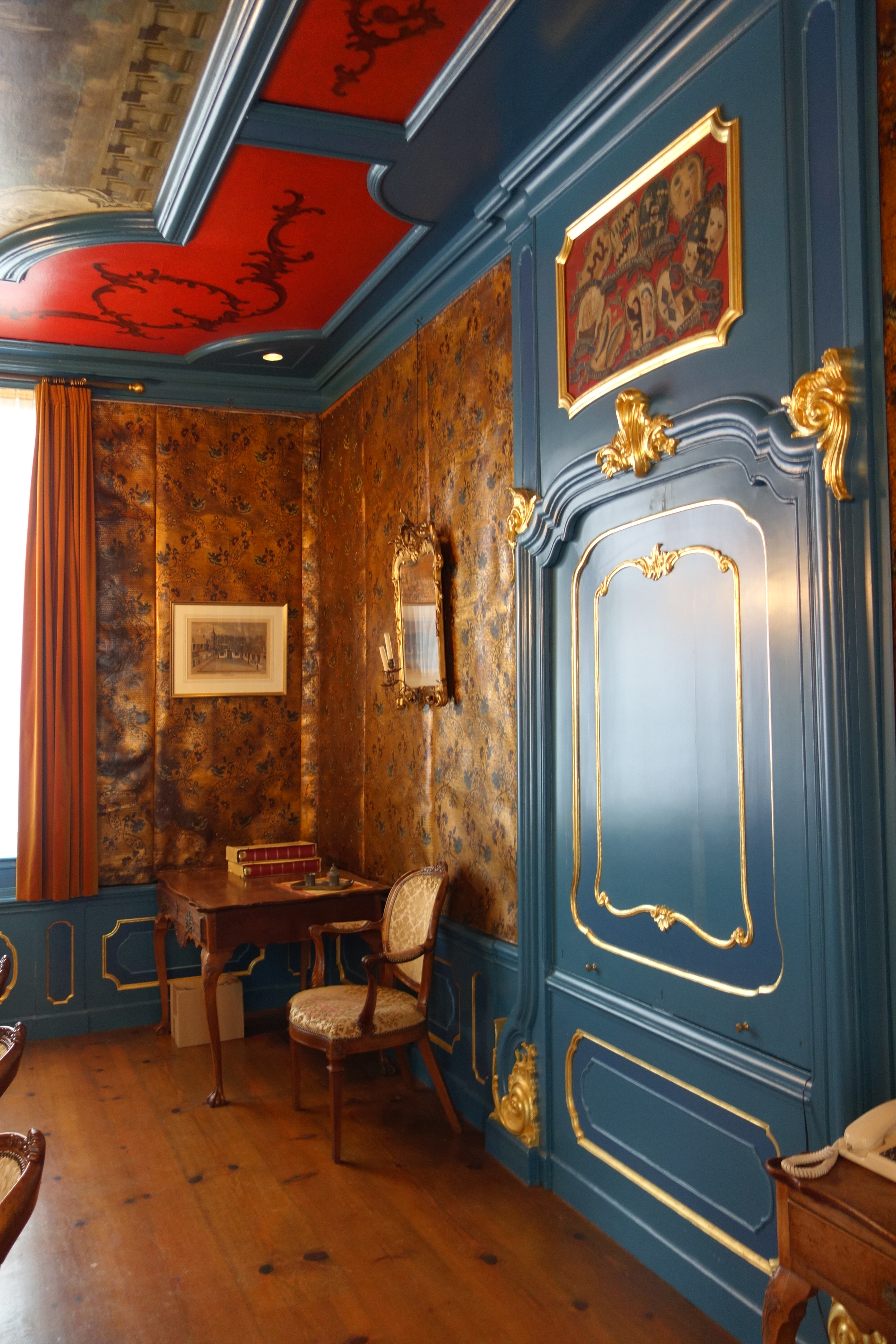
Een van de wanden in de regentenkamer